# SUPER HEROES (V6のアルバム)
『SUPER HEROES』（スーパー・ヒーローズ）は、V6の2ndミニアルバム。1998年2月11日に発売された。

## 解説
『GREETING』に続いて、2枚目のミニアルバムである。オリジナル曲1曲とメンバーのソロ曲6曲に加え、『MIRACLE STARTER〜未来でスノウ・フレークス〜’98 VERSION』が収録された。
初回限定盤と通常盤がある。初回限定盤にはビンゴシートとビンゴ用CDが入っている。そのため2枚組みではあるが、1つの箱に本編CDとビンゴCDが別々に入っている。

## 収録曲
1. Can do! Can go!
作詞：山田ひろし、作曲：川上明彦、編曲：上野圭市
  - テレビ朝日系『8時だJ』オープニングテーマ
  - PlayStation『プロジェクトV6』CFソング・オープニングテーマ
  - 相葉雅紀・松本潤・横山裕主演 映画『新宿少年探偵団』主題歌

1stベストアルバム「Very best」、4thベストアルバム『Very6 BEST』初回A盤・通常盤(リアレンジ・レコーディング)にも収録された。
シングル化されていないが、多くのジャニーズJr.に歌われたことから知名度が高い曲である。また、オリジナルであるV6の曲としてよりも、ジャニーズJr.に歌われる曲として世間に広く浸透している。
2. SUPER FLY - 三宅健
作詞・作曲・編曲：MOTSU
3. お前がいる - 井ノ原快彦
作詞・作曲：SION、編曲：白井良明
ベストアルバム「Replay〜Best of 20th Century〜」スペシャル盤（20th Century）にも収録された。
4. Without you - 坂本昌行
作詞・作曲：片岡大志、編曲：星野靖彦
5. Truth - 岡田准一
作詞：岡田准一、作曲：永岡昌憲、編曲：浦清英
6. Lookin' The World - 長野博
作詞・作曲：DJ KOO、編曲：west 87
ベストアルバム「Replay〜Best of 20th Century〜」通常盤にも収録された。
7. DO YO THANG - 森田剛
作詞：森田剛・今秀明、作曲：DEV LARGE
BUDDHA BRANDのDEV LARGEがプロデュース[1]。
8. MIRACLE STARTER 〜未来でスノウ・フレークス〜'98 VERSION
作詞・作曲：Lucy E・Pete Jennings、編曲：上野圭市
  - ミニアルバム「GREETING」収録曲のアレンジバージョン